# Datsun Bluebird 1600SSS
La Datsun Bluebird 1600SSS (ou Datsun 510 version 1600SSS) est un véhicule japonais produit de 1968 à 1973 par la Nissan Motor Company. 

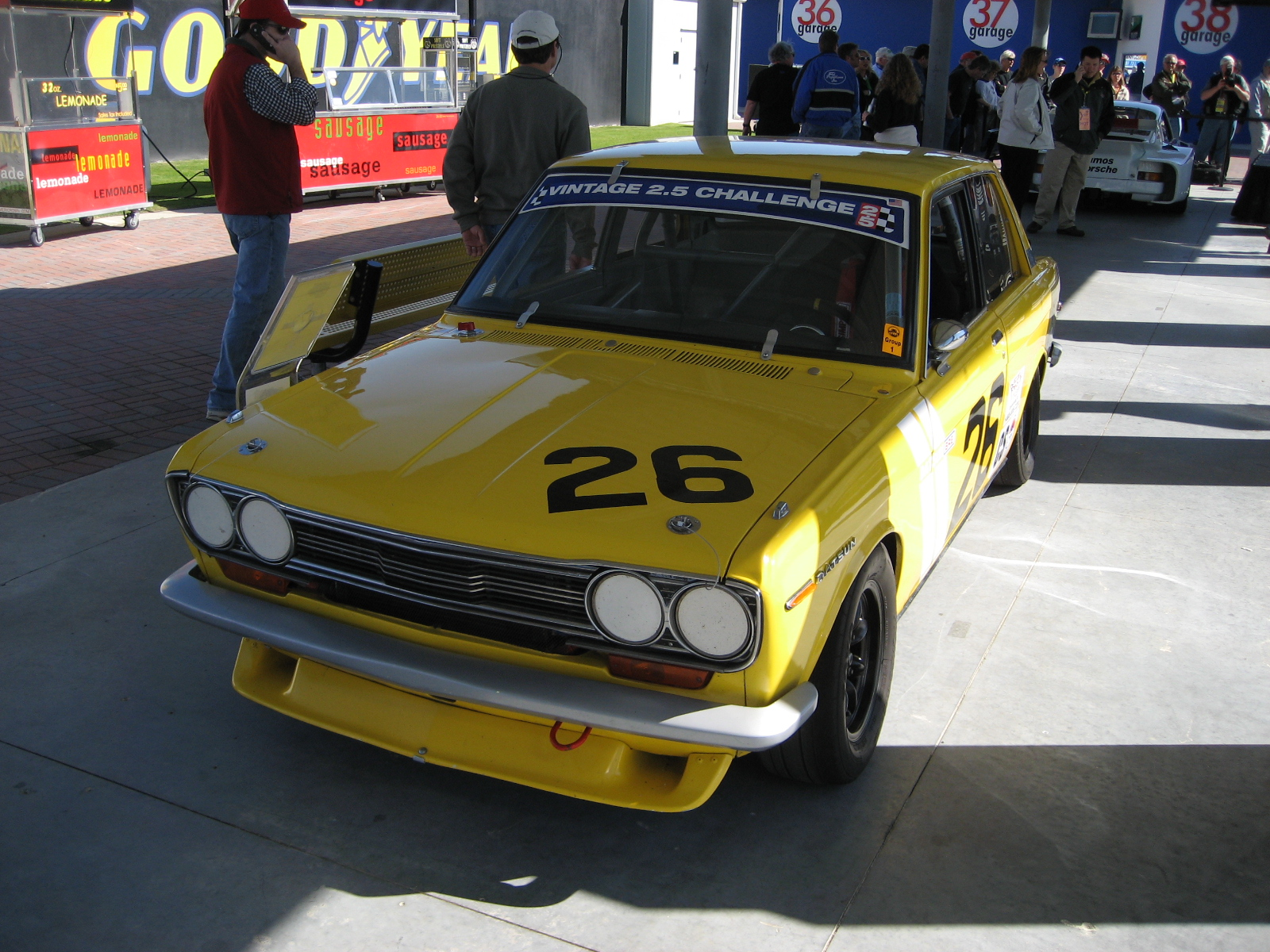
Datsun 510, version GT US / SCCA
(ici à Daytona).

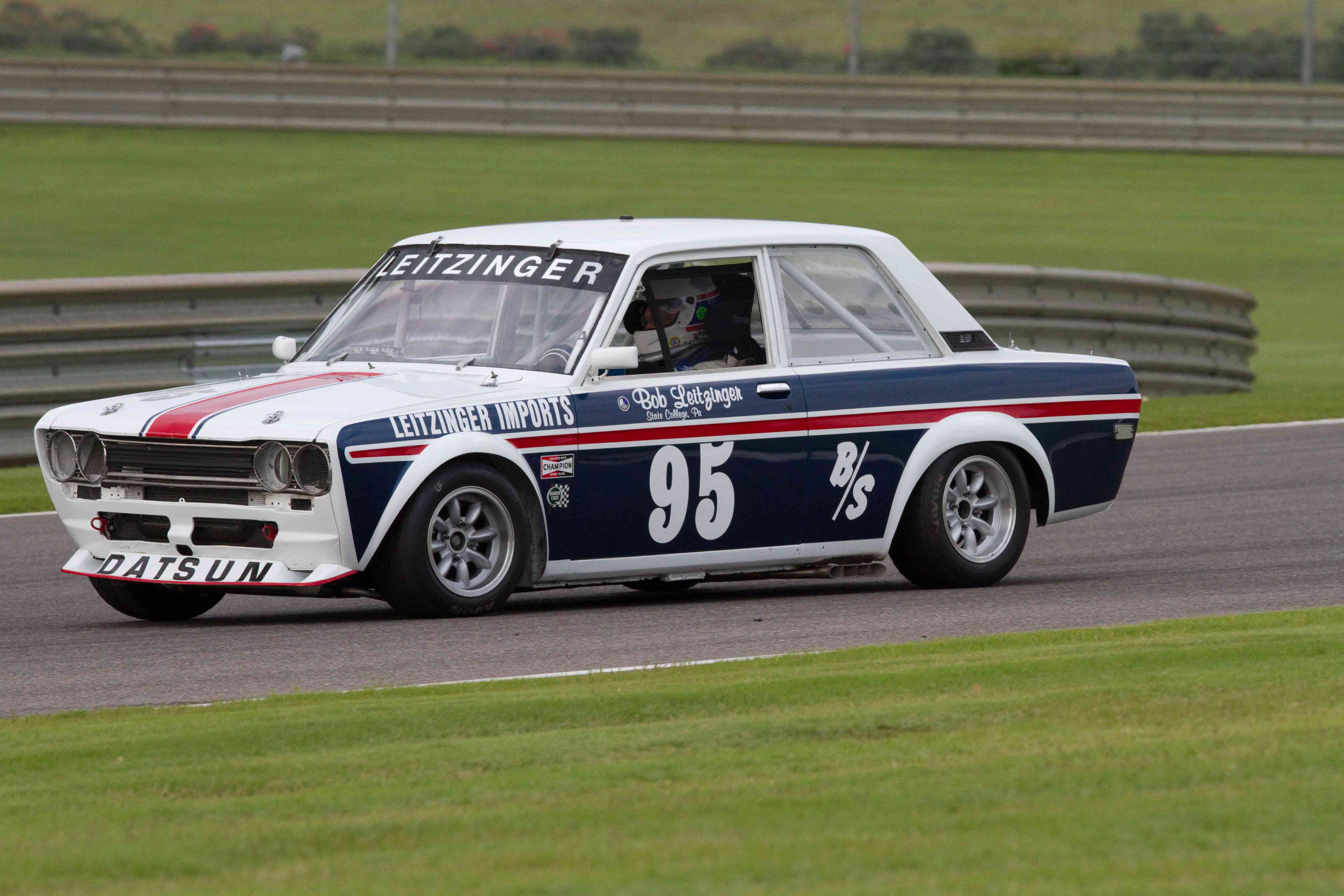
Datsun 510.

## Palmarès
| Course                                                | Année | Pilote            | Copilote      | Voiture                     |
| ----------------------------------------------------- | ----- | ----------------- | ------------- | --------------------------- |
| Northern Territory, Australia Speedway Champion       | 1970  | Barry "Baz" Burns | -             | Datsun 1600                 |
| East Australian Rally (ou Tour Ampol Trial Australia) | 1970  | Edgar Herrmann    | Hans Schüller | Datsun 1600SSS              |
| 18th East African Safari Rally (1re année en IMC)     | 1970  | Edgar Herrmann    | Hans Schüller | Datsun 1600SSS              |
| 2e Rallye Bandama                                     | 1970  | Hans Schüller     | Grassiot      | Datsun 1600SSS              |
| SCCA Trans-Am Series (<2.5L)                          | 1971  | John Morton       | -             | Datsun 510 (2 portes Sedan) |
| SCCA Trans-Am Series (<2.5L)                          | 1972  | John Morton       | -             | Datsun 510 (2 portes Sedan) |
| Championnat d'Australie des rallyes                   | 1982  | Geoff Portman     | Ross Runnalls | Datsun 1600S                |
| Championnat d'Australie des rallyes                   | 1983  | Ross Dunkerton    | Geoff Jones   | Datsun 1600S                |

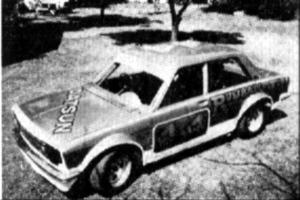
La voiture de Barry Burns en 1970 (qui conserve encore quelques records australiens sur anneaux au XXIe siècle).
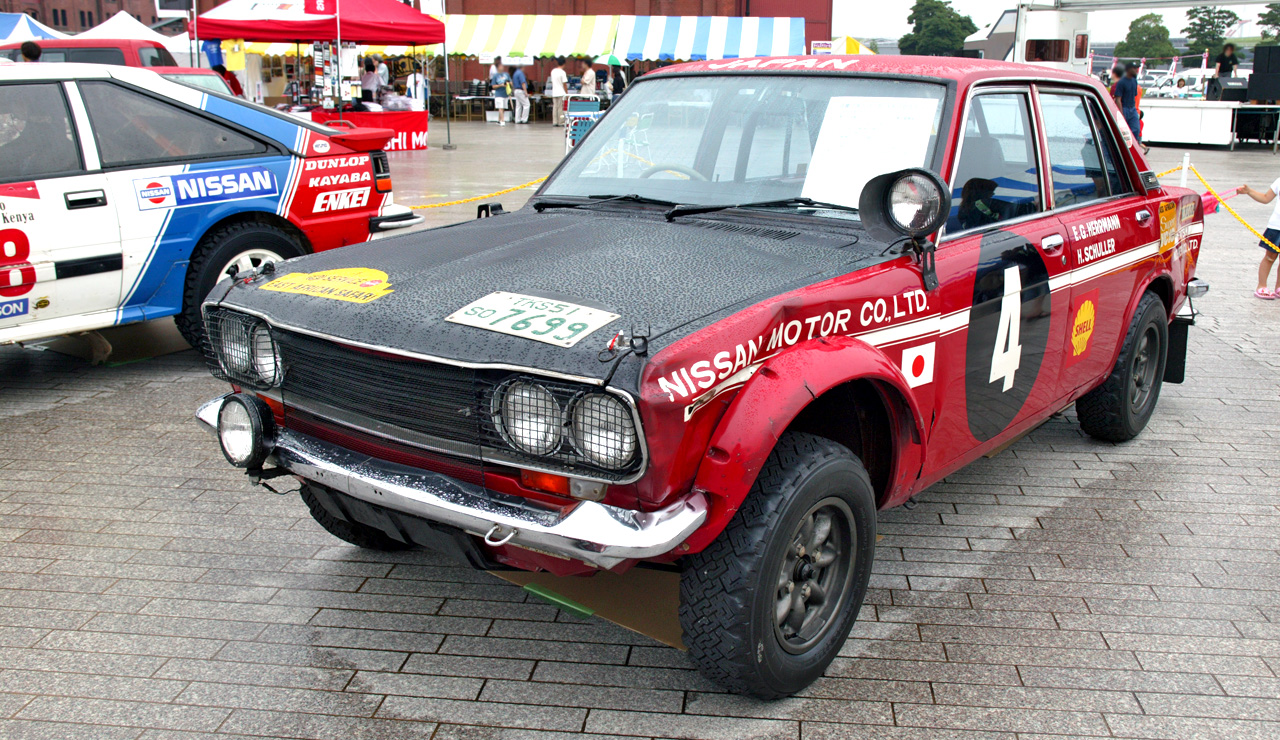
Datsun Bluebird 510 de 1970 de face, vainqueur...
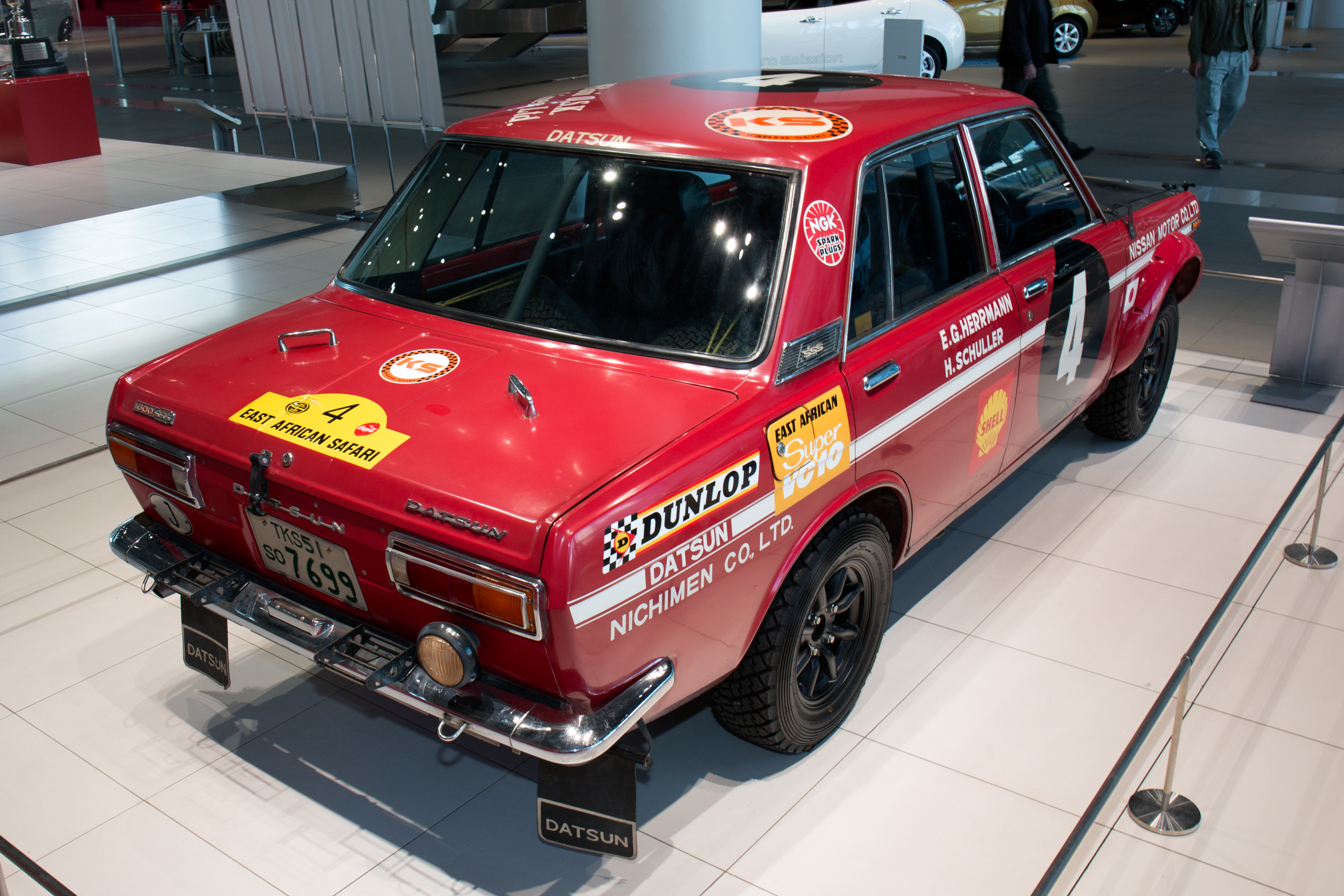
...du 18th East African Safari Rally (même voiture).